# Henri Mouton
Henri Mouton, noto anche come Léon, (12 aprile 1881 – 20 marzo 1962), è stato un calciatore francese, di ruolo attaccante.

## Carriera

### Club
Ha militato dal 1908 al 1910 nell'Étoile des Deux Lacs.

### Nazionale
Venne convocato nella nazionale di calcio francese, con cui disputò cinque incontri amichevoli.
Esordì in nazionale il 9 maggio 1909, nell'incontro amichevole contro il Belgio, terminata 5-2 per i Diavoli Rossi.
L'ultimo match con la casacca dei blues è datato 15 maggio 1910, nella sconfitta francese per 6-2 contro l'Italia.

## Statistiche

### Cronologia presenze e reti in Nazionale[1]
| Cronologia completa delle presenze e delle reti in nazionale ― Francia | Cronologia completa delle presenze e delle reti in nazionale ― Francia | Cronologia completa delle presenze e delle reti in nazionale ― Francia | Cronologia completa delle presenze e delle reti in nazionale ― Francia | Cronologia completa delle presenze e delle reti in nazionale ― Francia | Cronologia completa delle presenze e delle reti in nazionale ― Francia | Cronologia completa delle presenze e delle reti in nazionale ― Francia | Cronologia completa delle presenze e delle reti in nazionale ― Francia |
| Data                                                                   | Città                                                                  | In casa                                                                | Risultato                                                              | Ospiti                                                                 | Competizione                                                           | Reti                                                                   | Note                                                                   |
| ---------------------------------------------------------------------- | ---------------------------------------------------------------------- | ---------------------------------------------------------------------- | ---------------------------------------------------------------------- | ---------------------------------------------------------------------- | ---------------------------------------------------------------------- | ---------------------------------------------------------------------- | ---------------------------------------------------------------------- |
| 09/05/1909                                                             | Bruxelles                                                              | Belgio                                                                 | 5 – 2                                                                  | Francia                                                                | Amichevole                                                             | 1                                                                      |                                                                        |
| 22/05/1909                                                             | Gentilly                                                               | Francia                                                                | 0 – 11                                                                 | Inghilterra                                                            | Amichevole                                                             | -                                                                      |                                                                        |
| 03/04/1910                                                             | Gentilly                                                               | Francia                                                                | 0 – 4                                                                  | Belgio                                                                 | Amichevole                                                             | -                                                                      |                                                                        |
| 16/04/1910                                                             | Brighton                                                               | Inghilterra                                                            | 10 – 1                                                                 | Francia                                                                | Amichevole                                                             | -                                                                      |                                                                        |
| 15/05/1910                                                             | Milano                                                                 | Italia                                                                 | 6 – 2                                                                  | Francia                                                                | Amichevole                                                             | -                                                                      |                                                                        |
| Totale                                                                 |                                                                        | Presenze                                                               | 5                                                                      |                                                                        | Reti                                                                   | 1                                                                      |                                                                        |